# Ерих Гумбел
Ерих Гумбел (на немски: Erich Gumbel) е германски психоаналитик, пионер на психоанализата в Израел.

## Биография
Роден е през 1908 година в Германската империя. През 1934 заминава за Палестина, където влиза в новооснования Психоаналитичен институт и започва обучителна и супервайзерска анализа с Макс Айтингон. След това преподава и анализира. През 1953 година става президент на Израелското психоаналитично общество след Моше Вулф. На този пост се редува за следващите 20 години заедно с Хайнрих Виник. Същата година се появява и като касиер на обществото. От 1962 година става директор на института, който самия той завършва. През 1963 е назначен в постоянния комитет за обучение на Европейската асоциация по психоанализа от Питер Якоб ван дер Леув. В доклад на Международната психоаналитична асоциация (МПА) от юли 1975 става ясно, че Гумбел е в комитета за по-нататъшно развитие на психоанализата в Гърция и Югославия. От 1975 до 1977 е асоцииран секретар на МПА.
През 1977, когато се провежда първия конгрес на МПА извън Европа в Йерусалим, той е сред активно участващите в него. На следващата година поради напредналата си възраст се отказва от поста на президент на обществото и директор на института.
Умира през ноември 1994 година на 86-годишна възраст.